# Carillade harmonia
Carillade harmonia är en fjärilsart som beskrevs av William Schaus 1913. Carillade harmonia ingår i släktet Carillade och familjen nattflyn. Inga underarter finns listade i Catalogue of Life.